# لاشيء للادلاء به
لاشيء للادلاء به هو فيلم من نوع كوميديا أُصدر في 2011. الفيلم من توزيع باثى، وهو من إخراج وسيناريو داني بون.

## القصة
تقع أحداث الفيلم في فرنسا.

## طاقم التمثيل
- فرانسوا داميين
- لورانت كايبلوتو
- Laurent Gamelon [الإنجليزية]‏
- زين الدين سويلم
- كارين فيلار
- برونو لوشيت
- Bruno Moynot [الإنجليزية]‏
- David Coudyser ‏
- جون لوك كوشارد
- جيروم كوماندر
- Nadège Beausson-Diagne [الإنجليزية]‏
- Philippe Magnan  [لغات أخرى]‏
- إريك جودون
- داني بون
- بينويت بولفوردي
- بولي لانيرس
- Guy Lecluyse [الإنجليزية]‏
- اوليفييه جورميه

## الإنتاج
موسيقى الفيلم التصويرية كانت من تأليف Philippe Rombi ‏.

## وصلات خارجية
- لاشيء للادلاء به على موقع IMDb (الإنجليزية)
- لاشيء للادلاء به على موقع روتن توميتوز (الإنجليزية)
- لاشيء للادلاء به على موقع ألو سيني (الفرنسية)
- لاشيء للادلاء به على موقع Turner Classic Movies (الإنجليزية)
- لاشيء للادلاء به على موقع أول موفي (الإنجليزية)
- لاشيء للادلاء به على موقع بوكس أوفيس موجو (الإنجليزية)
- لاشيء للادلاء به على موقع فيلمافينيتي (الإسبانية)
- لاشيء للادلاء به على موقع قاعدة بيانات الفيلم (الإنجليزية)
- لاشيء للادلاء به على موقع ليتربوكسد (الإنجليزية)
- لاشيء للادلاء به على موقع كينوبويسك (الروسية)